# Joseph Diescho
Joseph Diescho (Andara, Kavango (Namibia), 10 de abril de 1955) es un escritor y analista político namibio.

## Biografía
Estudió derecho y ciencias políticas en la Fort Hare University en Sudáfrica. Durante su etapa de estudiante, luchó contra el apartheid y fue encarcelado en Peddie y East London.
Asimismo, trabajó en una compañía minera de diamantes y colaboró en la unión de trabajadores. A partir de 1984 fue becario del programa Fulbright en la Universidad de Columbia, donde se doctora en Ciencias Políticas en 1992 con la tesis "The Role of Education in the Politics of Control in Namibia: 1948-1988, explored the relationship between politics and education in Namibia" ("El papel de la educación en la política de control de Namibia: 1948-1988, estudiada la relación entre política y educación en Namibia").
Además, ha sido comentarista del programa South Africa Now en la televisión pública estadounidense y en 1997-8, fue fundador y presentador de The Big Picture, un programa de análisis economicopolítico de SABC 2.

## Novelas
- Born of the Sun, 1988
- Troubled Waters, 1993